# سي جي باران
كريستوفر جون باران (بالإنجليزية:Christopher John Baran) المعروف مهنيا بإسم "سي جي باران" (بالإنجليزية:CJ Baran) هو كاتب ومنتج أغاني أمريكي ولد في 13 فبراير 1990 بــميلفيل نيويورك.
اشتهر بإنتاجه لعدة أغاني مشهورة لعدة مغنيين ومن بينهم مارينا، ميلاني مارتينز، كارلي راي جيبسن، وفرقة بانيك! آت ذا ديسكو.

## وصلات خارجية
- سي جي باران على قاعدة بيانات الأفلام على الإنترنت (الإنجليزية)
- سي جي باران على موقع ميوزك برينز (الإنجليزية)
- سي جي باران على موقع أول ميوزيك (الإنجليزية)
- سي جي باران على موقع ديسكوغز (الإنجليزية)
- سي جي باران على موقع جينيس (الإنجليزية)